# Palácio de Vrana

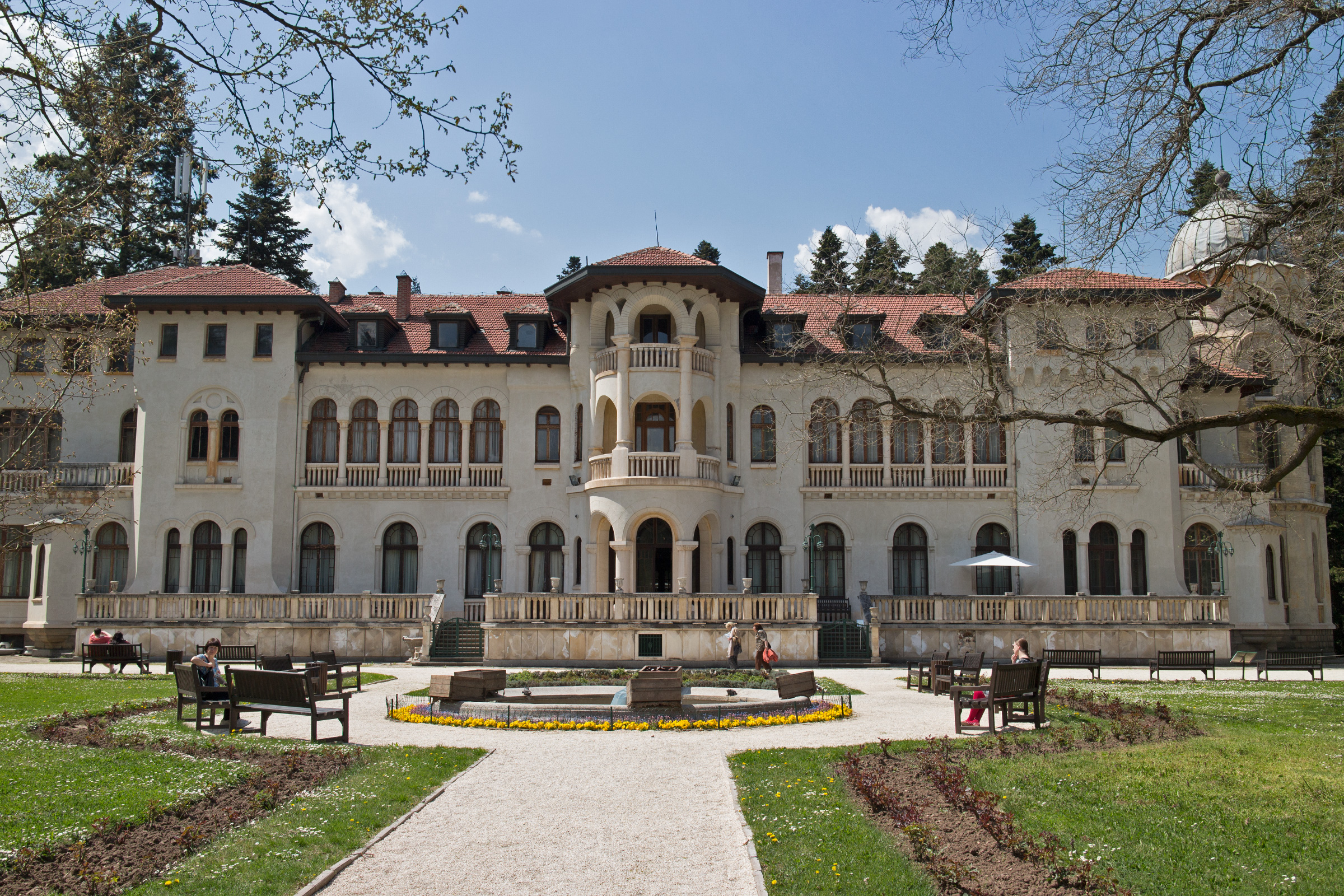
Palácio de Vrana

O Palácio de Vrana (búlgaro: Дворец "Врана", Dvorets "Vrana") é um antigo palácio real, localizado nos arredores de Sófia, capital da Bulgária. É hoje a residência oficial do Tsar deposto Simeão II da Bulgária e da sua esposa Margarita. Vrana foi o palácio onde a família real da Bulgária passou a maior parte do seu tempo.
O extenso lote foi comprado pelo Tsar Fernando I da Bulgária em 1898 e está situado fora de Sófia. Existe um parque e dois edifícios, o primeiro construído em 1904 e o segundo construído principalmente entre 1909 e 1914 como um palácio, e tal como a aquisição do palácio antigo e dos terrenos,  construção foi financiada pelos fundos privados da família real. 
O palácio, juntamente com as outras propriedades devolvidas a Simeão II, tem sido objecto de muita controvérsia na mídia e na sociedade búlgara em 2000, como muitos argumentam que deveriam ser de dominío público.